# Castillo de Balsareny
El castillo de Balsareny está ubicado en lo alto de una colina de 420 m en la orilla derecha del río Llobregat, sobre el pueblo de Balsareny, es una fortificación ya fechada el 951 buen ejemplo de fortaleza de estilo gótico civil catalán. Ha estado vinculado siempre al linaje de los Balsareny y se encuentra en un excelente estado de conservación.
Hoy es bien visible desde el eje del Llobregat, desde donde el castillo destaca con sus almenas airosas. La vista sobre el río y el pueblo de Balsareny es excelente. También se pueden ver las torres de Castellnou y Castelladrall.
La construcción actual está bastante bien conservada, tiene elementos de los siglos XIV y XV y se rehízo en el XIX.
Al lado mismo del castillo se puede visitar la capilla románica del siglo XII, con modificaciones posteriores, de la Virgen del Castillo.

## Primera datación
El documento de referencia del 951 es un diploma de Luis el Piadoso, confirmación, a petición de la reina Gerberga y del Conde Odalric, de los bienes del abad Cesáreo de Santa Cecilia de Montserrat, entre los que la iglesia de Santa Cecilia en término de Balsareny (Balceringia), que Longobardi había dado a Santa Cecilia de Montserrat.
Del mismo 951 hay un segundo documento, en este caso, una bula del papa Agapito II al abad Arnulf de Ripoll, confirmando las propiedades del monasterio, entre las cuales el lugar de Sierra sanç, "in pago Balzaraniensi".
En ninguno de estos dos documentos se habla explícitamente del castillo, sino de una iglesia del término y de un lugar del término, pero de la existencia de un término con iglesias y masías se desprende la existencia de un castillo fronterizo. Por eso el año 951 es la referencia conocida más antigua, aunque el castillo obviamente podía ser anterior, pero no lo debía ser mucho, ya que no parece casual que en un mismo año haya dos documentos, uno del rey de Francia y el otro del papa de Roma, que hablen de Balsareny, y antes no hubiera ninguno (conocido). El primer documento que hace referencia expresa del castillo es del 966, y hay otros el 967, 977, 987, 990 (una bula del papa Juan XV).

## Historia

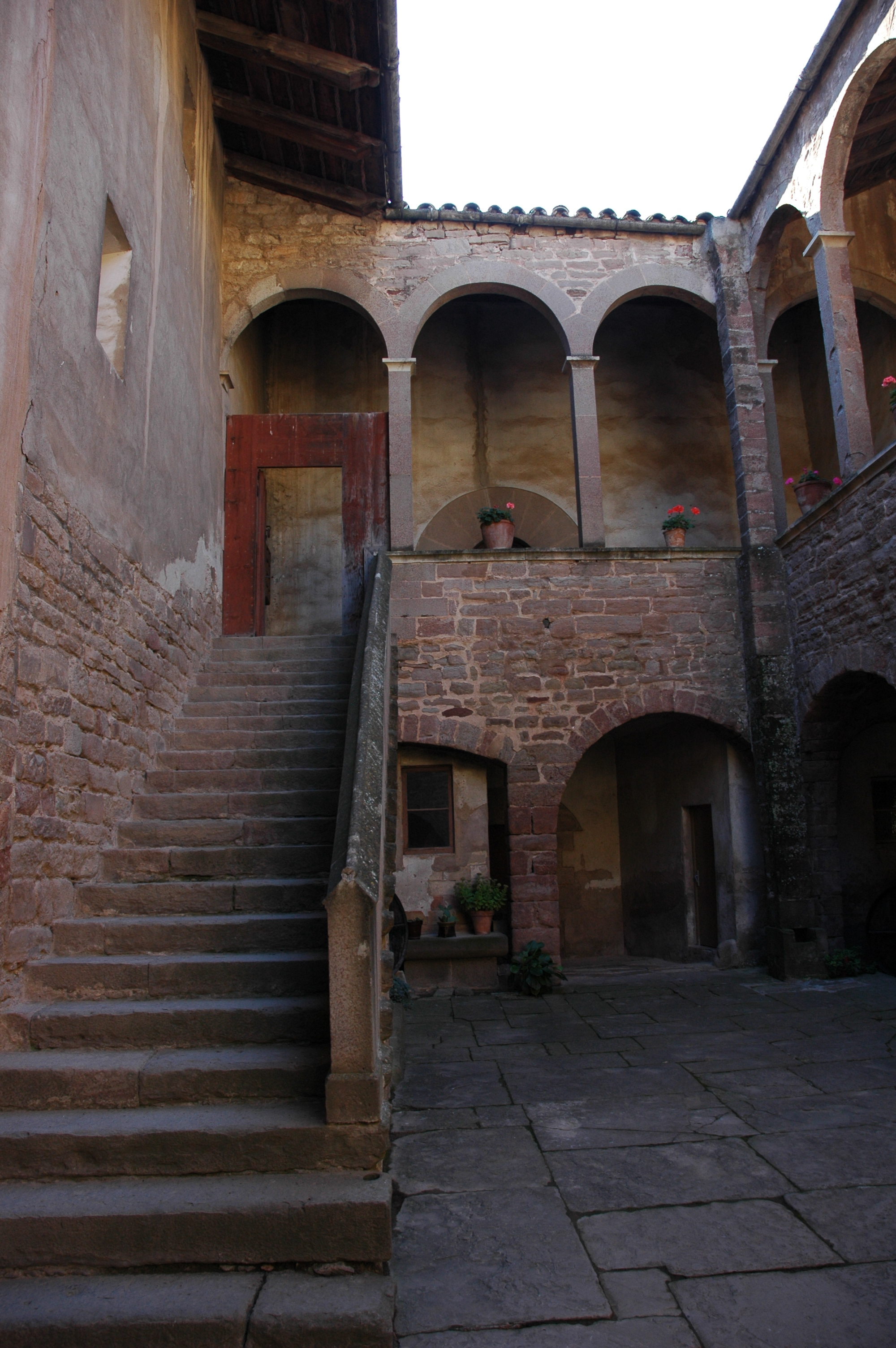
Interior del castillo.

A raíz de la rebelión del vaso Aissó, los años 826 y 827, todo el Bages quedó despoblado hasta que Wifredo el Velloso lo repobló los años 877 al 883, construyendo iglesias, monasterios y castillos junto al Llobregat, desde Balsareny hasta Manresa.
En los siglos X y XI, una familia que llevaba el apellido de Balsareny se instaló y ayudó a la reconquista de la tierra que estaba en manos de los sarracenos. El primer personaje que aparece con este nombre es un vicario condal, Guifred de Balsareny. Su hijo Guillermo sustituyó el célebre abad Oliba como obispo de Vic, y su nieta Guisla se casó con el conde de Barcelona Berenguer Ramón I.
Desde finales del siglo XI hasta el XIII era regido por los señores de Manresa, después pasó a Wifredo Guitart y en 1102 a su hijo Bernat Ramon y Pere Bernat de Manresa.
El siguiente señor fue Ramón de Peguera, que lo compró a Mateu de Balsareny el año 1281. Su bisnieto homónimo (muerto en 1388), que fue consejero de Pedro III el Ceremonioso y mayordomo de la reina Leonor de Sicilia, hizo reconstruir el castillo dándole la forma y estructura que hoy conocemos. En este castillo se alojó el rey Juan I, que elogió la calidad de sus vinos que fueron presentados para la ocasión al rey.
En el año 1339, el rey Pedro III el Ceremonioso concede a la ciudad de Manresa la construcción de una acequia que comenzaba bajo el Castillo de Balsareny. El conflicto estaba servido. En el año 1392, el hijo del rey pasa tres días allí, que entonces era propiedad de Andreu de Peguera.
La familia Peguera continuó en el Castillo hasta el 1497. El siglo XVI los propietarios eran los Oliver hasta los inicios del siglo XVII cuando el bandolerismo se apropia de la zona. El Castillo fue un refugio clave para los bandoleros.
De los Oliver a los Corbera-Santcliment, pero por poco tiempo ya que pasó a De Martín a finales del siglo XIX. Con la boda de los descendientes pasó a los marqueses de Alós y De Martín, actuales propietarios.
La familia propietaria actual, los marqueses de Alós, mantuvieron su residencia allí hasta el año 1976.

## Arquitectura

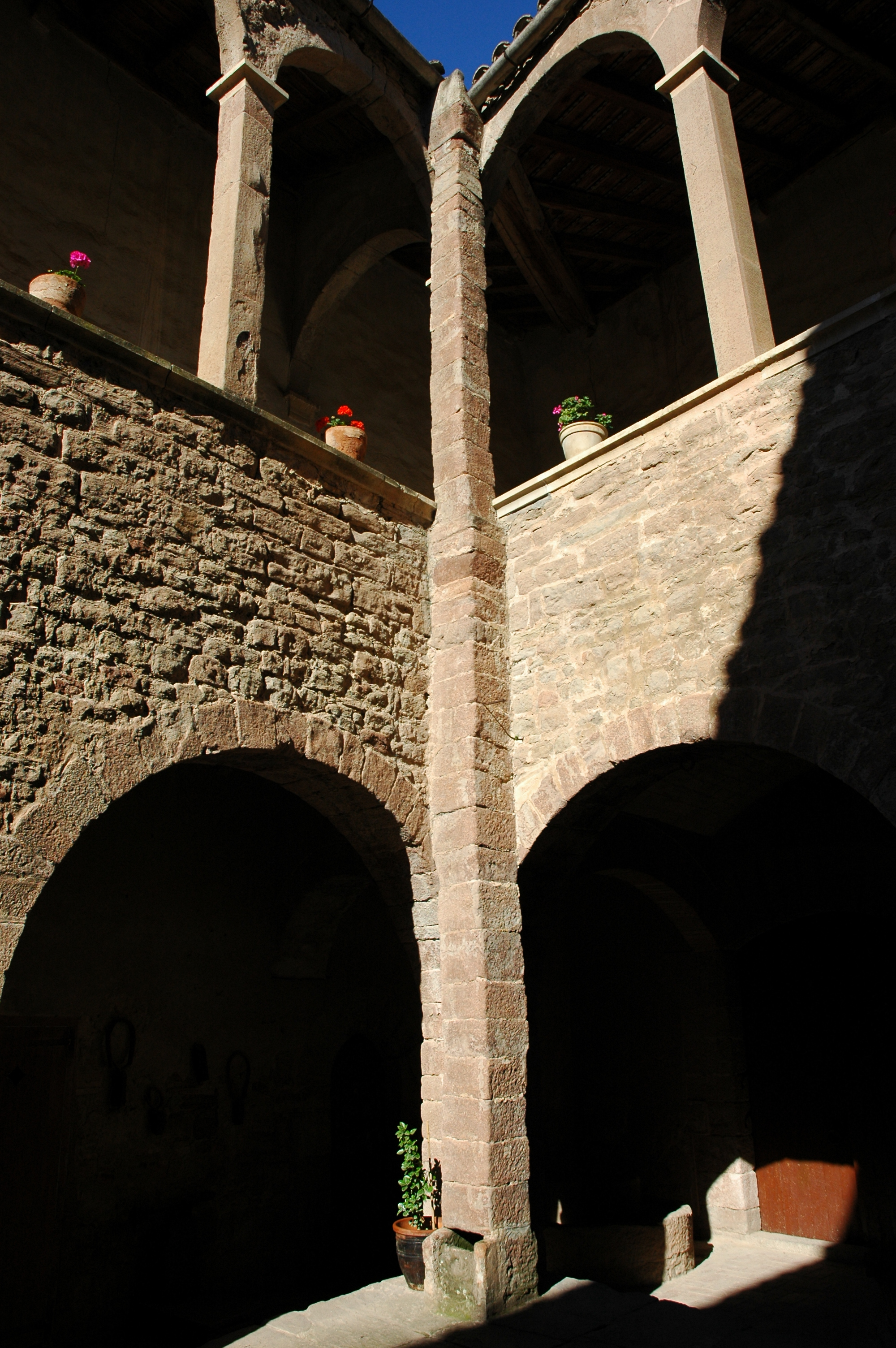
Detalle de la tubería de piedra que recoge el agua para la cisterna.

A causa de haber sido bien planificado y edificado, de acuerdo con el plan previo y en una sola campaña constructiva, es uno de los pocos castillos regulares y homogéneos de la Cataluña central. De forma pentagonal, conserva el edificio central mayoritariamente del siglo XIV pero con vestigios de la época románica, como el resto de hiladas de piedra de la parte septentrional y la estructura del patio. Tiene dos plantas. La inferior está estructurada a lo largo de un patio, casi rectangular, rodeado de una galería con varias cámaras destinadas a los servidores y guardianes, la bodega (donde todavía hay una tina), las cuadras y la mazmorra. En la superior se accede por una escalinata que lleva a otras dependencias: cámaras, cocina y salones. Todas las cámaras de esta planta están cubiertas por un techo de vigas. En la cima están las almenas, con una aspillera en medio, característicos de los últimos siglos medievales.
Cabe destacar, sobre todo, la canalización de agua por dos tuberías de piedra desde los tejados que confluyen en una gran cisterna, con un brocal, en el subsuelo del patio.
Durante el siglo XIX, se rodeó con una muralla exterior y dos torres donde se guardaba la artillería.